# Johann Osswald
Johann Osswald, auch Oßwald, Oswald oder Oswalt (* 1712 in Honzrath, Saarland; † 1752 in Neubeschenowa (ungarisch Újbesenyő), Königreich Ungarn), war Anwerber deutscher und französischer Siedler zur Kolonisation des Banats im damaligen Königreich Ungarn. Von 1748 bis zu seinem Tod 1752 rekrutierte und begleitete Johann Osswald zirka 1.600 Ansiedler in das Banat, die in der damals noch jungen Volksgruppe der Donauschwaben bzw. Banater Schwaben aufgingen.

## Leben und Werk

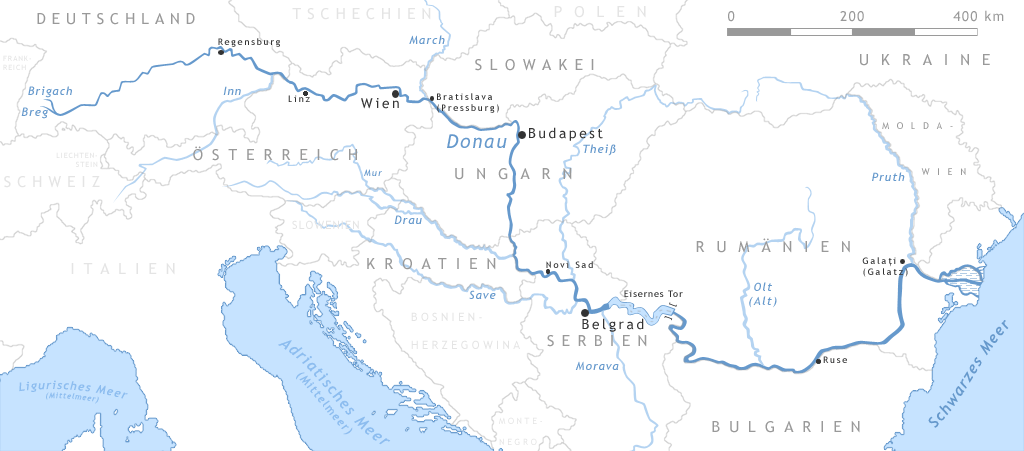
Verlauf der Donau, 2008

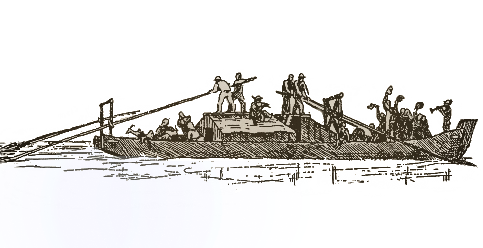
Ulmer Schachtel
Historische Darstellung

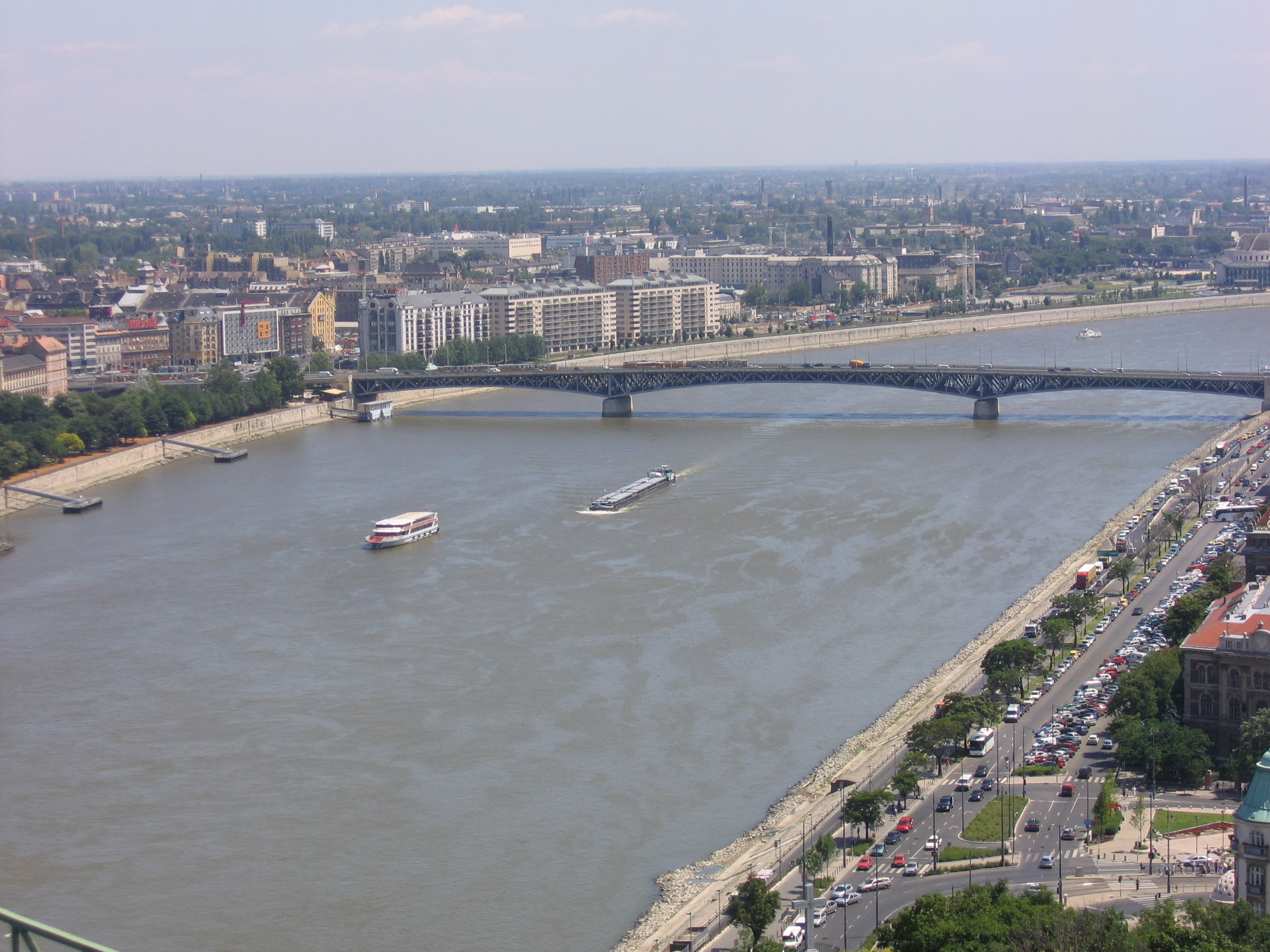
Donau in Budapest, 2005

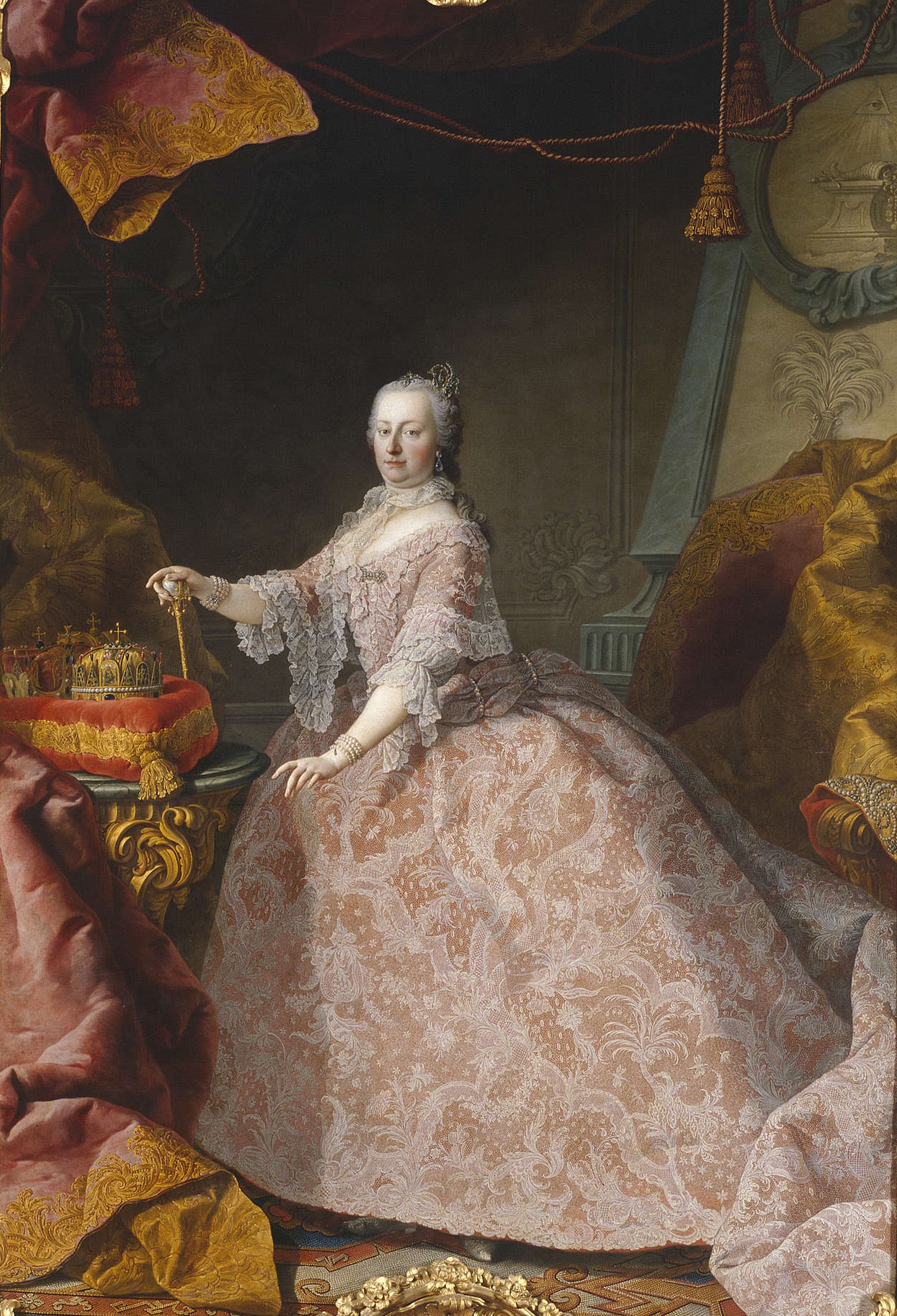
Maria Theresia, um 1752
Martin van Meytens

### Erste Reise
Im Frühjahr 1748 reiste Osswald, der sich selbst vor über 20 Jahren mit dem Ersten Schwabenzug als Siedler in Neubeschenowa niedergelassen hatte, in einer Erbschaftsangelegenheit an die Saar und nach Lothringen. Er nutzte diese Reise gleichzeitig zur Anwerbung neuer Kolonisten für elf neue Grundstücke im damaligen ungarischen Banat, die von der habsburgischen Erzherzogin, Kaiserin von Österreich, und Königin von Ungarn Maria Theresia für Siedler aus den westlichen Teilen und jenseits der westlichen Grenzen des Heiligen Römischen Reiches zur Verfügung gestellt worden waren.
Osswald erhielt offizielle Dokumente, die ihm für dieses Unternehmen uneingeschränkte Bewegungsfreiheit innerhalb des Reiches zuerkannten, sowie 2 Dukaten zur Aufwandsentschädigung. Es war außerdem festgelegt, dass Osswalds Dienste erst nach Eintreffen der Siedler im ungarischen Banat entlohnt würden. Um Osswalds Arbeit zu erleichtern, schlug der Präsident der Provinzregierung vor, in der Reichshauptstadt Wien Schiffe auf der Donau für den umgehenden Weitertransport der rekrutierten Personen und Familien nach deren Ankunft bereitzuhalten. Es ist möglich, dass Osswald mit den Donauschiffern auf seinem Weg nach Lothringen entsprechende Vereinbarungen getroffen hat.
Osswald rekrutierte 60 Familien, insgesamt 296 Personen, aus der Gegenden von Mainz, Trier, sowie Lothringen zur Umsiedlung nach Ungarn, und nutzte dabei intensiv seine verwandtschaftlichen und bekanntschaftlichen Beziehungen zum Aufbau von Glaubwürdigkeit bei Aussiedlungsaspiranten.
Anfang Juni 1748 kamen die Siedler, begleitet von Osswald, auf zwei Schiffen in Wien an, und stiegen dort um auf zwei wartende Zillen, auch als Ulmer Schachteln bekannt, zum Weitertransport nach Peterwardstein. Von Titel aus führte der Weg dann weiter über den Bega Kanal nach Temesvár. Von dort wurden sie mit Wagen in das damalige Beschenowa gebracht und machten sich hier ansässig.
Berichte über den Fortschritt der Reise wurden regelmäßig an die Kommandantur des Reichskriegbüros in Peterwardstein und die Hofdeputation in Temesvár geschickt.
Die Hofdeputation verfügte, dass die beiden Zillen nach deren Benutzung für den Transport der Siedler an den Schiffbrückleutnant zu übergeben seien und dass die Kosten für den Transport und die Verschiffung aus den zurückgestellten Geldern für Besiedlung zu zahlen seien. Die Kosten beliefen sich auf 96 Gulden, davon 24 Gulden für den Schiffskapitän, 17 Gulden für jeden der vier Knechte, und 4 Gulden Zurichtgeld. Die Reichsleitung forderte diesen Betrag, zusammen mit den 2 Dukaten für Spesen, die Osswald in Wien bekommen hatte, vom Ungarischen Kolonisationsförderprogramm; die Forderung wurde vom Universalkameralzahlamt beglichen.

### Weitere Reisen
Osswald erkannte das Potential dieses „Siedlerhandels“. Mit voller Unterstützung der Hofdeputation wurde er im Oktober 1748 als Reichskommissar erneut zur Siedlerrekrutierung in die deutschen Lande entsandt, diesmal mit den in Ciacova (deutsch Tschakowa, ungarisch Csák, serbisch Čakovo/Чаково) wohnenden Lothar (Lotharius) Nathermann und Peter Hill als Assistenten oder Mitarbeiter. Darauf folgend reiste Osswald im Frühjahr 1749 nach Lothringen, wo er 250 siedlungswillige Familien mit insgesamt 900 Personen rekrutierte.
Diesem großen Erfolg stand anfänglich Unentschlossenheit der Behörden über den weiteren Einsatz der Siedler gegenüber. Es waren bis dato keine Entscheidungen getroffen worden, welchen Dörfern die Siedler zugewiesen werden sollten. Eine eilige Sitzung wurde vom Verwaltungsrat Redecher einberufen, an der Oberverwalter Stögmann, Gegenschreiber Fischer, Vorsteher Kramer aus Lipova (deutsch Lippa), sowie der Gegenschreiber aus Lugoj (deutsch Lugosch) teilnahmen, und die ein detailliertes Dokument mit den Orten und den Abmessungen der Landzuweisungen ausarbeitete.
Nach der anfänglichen Verweigerung der Bereitstellung von Transport durch das Oberst-Schiffamt schaltete der spätere Kanzler und Minister, Deputationspräsident Graf Leopold Kolowrat Kaiserin Maria Theresia selbst zur Intervention ein und entwarf formelle Richtlinien für den Weitertransport von Siedlern.
In der Zwischenzeit war Oswald mit den Kolonisten auf der Anreise nach Wien, wo er diese am 10. Mai 1749 in die Obhut von Regimentshauptmann Serangiolo übergab.

### Untersuchung und Nachspiel
Zwei Berichte des Regimentshauptmanns Serangiolo vom 14. und 15. Mai 1749 hatten eine von Deputationspräsident Kolowrat angeordnete offizielle Untersuchung zur Folge. Serangiolo hatte in diesen Berichten mitgeteilt, dass eins der sechs vom Oberst-Schiffamt zur Verfügung gestellten Schiffe der Osswald-Gruppe Anfang Mai 1749 wegen technischer Schwierigkeiten auf der Donau in Pest zurückbleiben musste. Serangiolo sei bei der Gruppe verblieben und hätte mit Vorbereitungen für die Bepflanzung von Olivengärten am eigentlichen Zielort assistiert.
Seit der Abreise der Familien in Donauwörth habe ein privater Vermittler, ein sog. Einhändler, Versuche unternommen möglichst viele der Siedler abzuwerben. Trotz Serangiolos Anwesenheit sei es ihm in Ofen (früherer Name der Stadt Buda) nicht gelungen, das Abwerben von 159 Siedlern zu verhindern, durch einen sich als Offizier des Ungarischen Hofkammerpräsidenten Graf Antal Grassalkovich I. ausgebenden Mann, der behaupte, dass Osswald und Serangiolo Lügner seien und es in Wahrheit geplant sei, die Siedler als Sklaven an die Türken zu verkaufen.
In der Untersuchung wurden Regimentshauptmanns Serangiolo und seine ihn begleitenden Offiziere, der Brückhauptmann Johannes Carl Fromm, der Rekrutierer und Vermittler Johann Osswald, sowie eine Anzahl Banater Bürger unter Eid vernommen. Die Auswertungen ergaben, dass sich der als Offizier des ungarischen Kammerpräsidenten (Grassalkovich) ausgebende Werber geweigert hatte Serangiolos Anordnungen Folge zu leisten, während Serangiolo Anstrengungen unternahm die Siedler wieder zu beruhigen und gefügig zu machen. Serangioli berichtete, dass diese Person an Bord gekommen sei und gerufen hätte:

„Heraus, die Ihr mit zu uns nach Buda kommen wollt. Uns ist es befohlen worden Euch Geld zu geben, genug Geld, und Ihr müsst nicht dafür in das Banat gehen und sterben. Und hört nicht auf Euren Führer, weil er spricht Unsinn.“

 Serangiolos Aufgabe erschwerte sich weiter durch die bei den Schiffen bereitgehalten Wagen zum Weitertransport der Siedler samt deren Habe, und dem Versprechen von Schutz für diese Gruppe durch einen bewaffneten Husaren, der sie nach Pest führen sollte. Obwohl Serangioli eine Anzahl Soldaten aussandte, um die Siedler festzunehmen und zum Schiff zurückzubringen, weigerten sich diese allerdings den Anordnungen Folge zu leisten.
Serangioli hatte darauf Grassalkovich durch einen seiner Offiziere in einer scharfen Note aufgefordert, die Siedler umgehend zurückzugeben, damit die Reise fortgesetzt werden könne. Deputationspräsident Kolowrat empfahl der Kaiserin, sofort mit militärischer Macht gegen Grassalkovich vorzugehen. Grassalkovich aber war ein Günstling Maria Theresias, die Beschwerden über sein Treiben ignorierte.
Grassalkovich hatte anfangs schon den Kammervermittler Johann Osswald ausgenutzt, indem er ihm Papiere für dessen uneingeschränkte Bewegungsfreiheit im Reich ausgestellt hatte. Er sparte so die Kosten für die Logistik des Werbens und des Transportes dieser Kolonisten nach Buda, und stahl sie dann einfach vor Ort.
Von den 900 von Osswald eskortierten Kolonisten setzen 741 ihre Fahrt an Bord von vier Schiffen fort. Von diesen starben 37 auf dem Weg in das Banat, sodass nur 704 in Temesvár ankamen, mit einer Verlustquote von 22 Prozent.

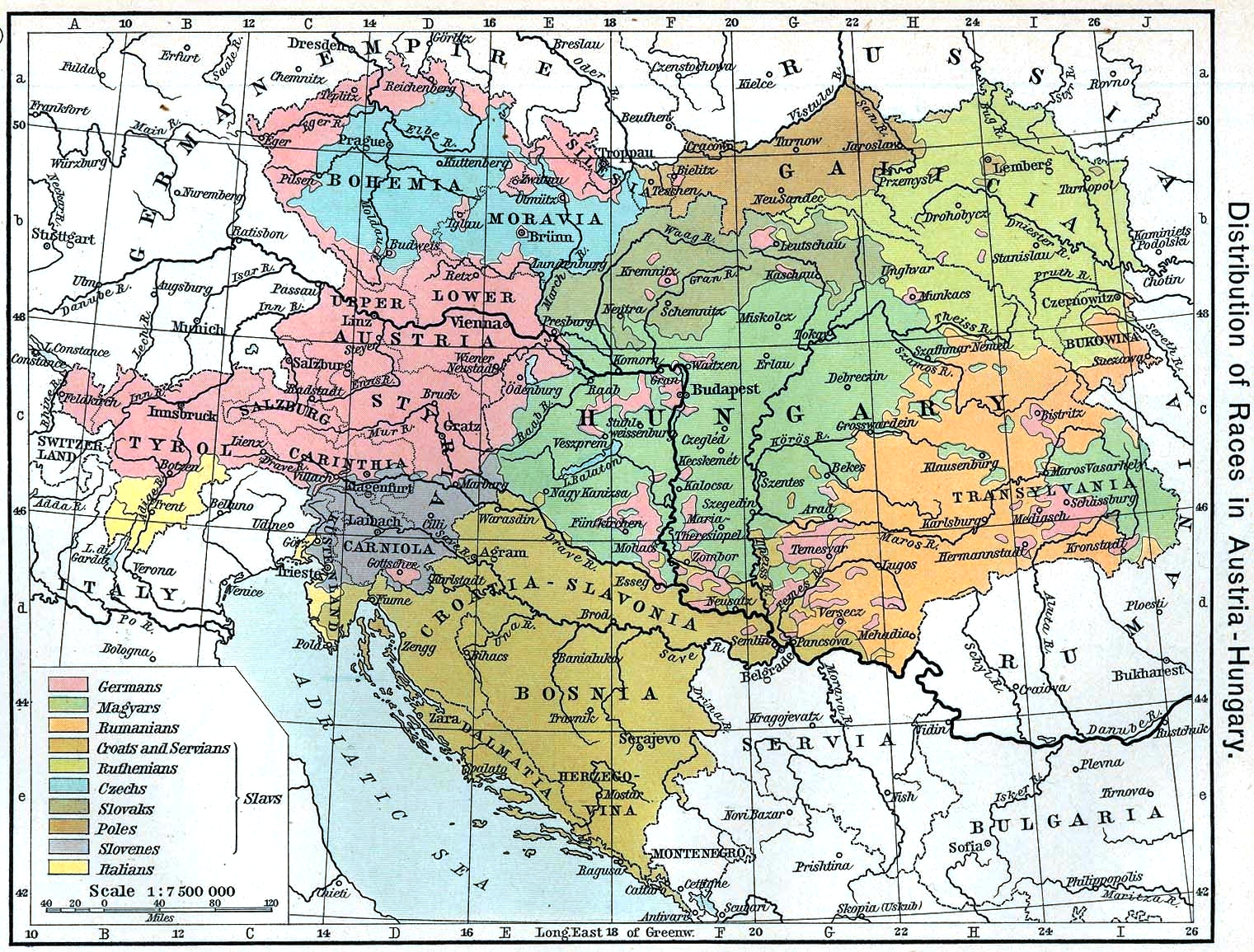
Verbreitung von Sprachen in Österreich-Ungarn
Distribution of Races in Austria-Hungary Historical Atlas, William R. Shepherd, 1911

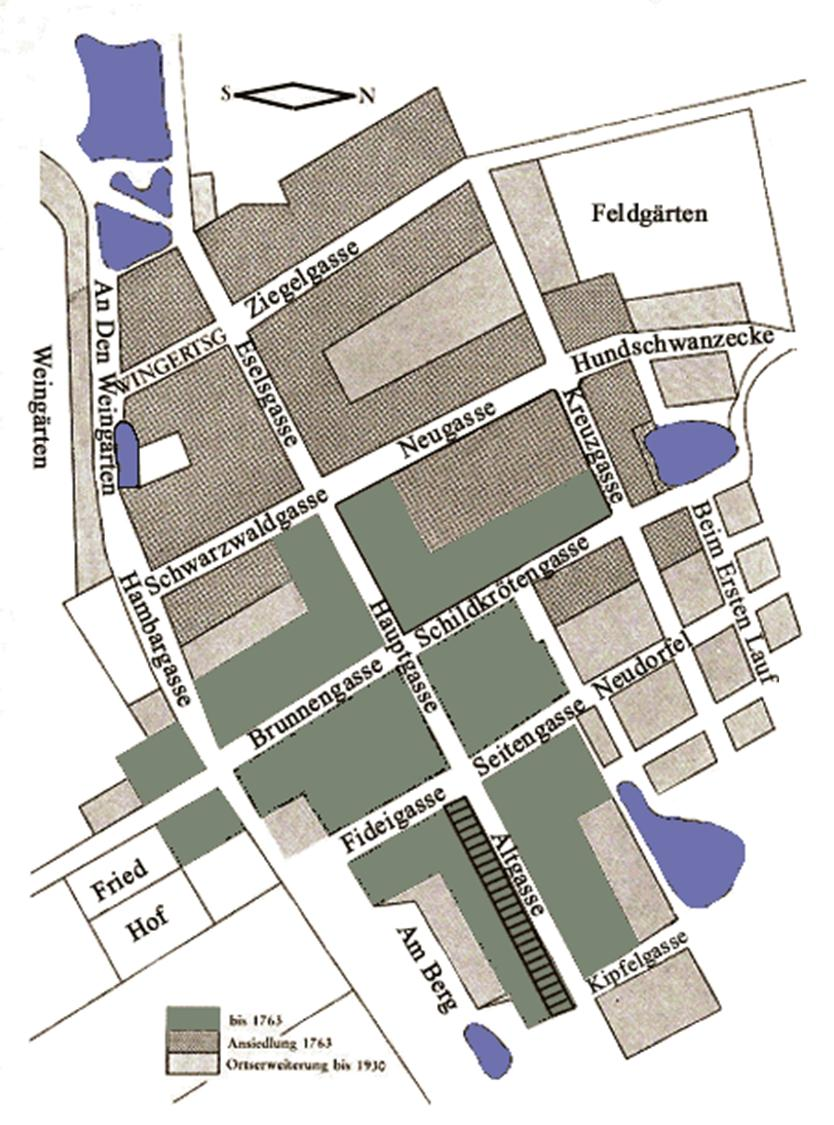
Besiedlungsphasen in Neubeschenowa
Anton Peter Petri, 1963

#### Konkurrenz und Konditionen
Die Konkurrenz zwischen öffentlichen und privaten Landeigentümern und deren Werbern um Siedler, mit hohen Verlust von „Siedlerkapital“ zur Folge, hatten sich zu einem schwerwiegenden Hindernis für die habsburgische Kolonisation Ungarns entwickelt. Die Hofdeputation in Wien nutzte die Herbst- und Wintermonate 1750 um sich mit der Problematik zu befassen.
Mathias Nischbach (oder auch Fischbach) und Mathias Pleß, zwei seit kurzem in Beschenowa ansässige Konkurrenzvermittler, zogen ebenso wegen einer Erbschaftsangelegenheit in ihre alte Heimat in der Nähe von Trier. Diese boten sich an, auf ihrer Reise kostenlos Siedler zu rekrutieren, verlangten aber ein Dokument mit den Rahmenbedingungen des Siedlungsangebots in Ungarn, welches Maximillian Edler  von Rosendorf, Ratsherr zu Temesvár, in Form eines elf-pünktigen Werbebriefes für die Ansiedlung eskortierter Familien am 10. November 1749 an beide Männer schrieb.
- Gewährung von drei steuerfreien Jahren; eine  Verlängerung  konnte bei Unfällen und  Unglücksfällen beantragt werden
- Die Reise musste von Wien per Schiff auf der Donau bis zum Siedlungsplatz im Banat unter Eskorte weitergeführt werden
- Es bestand die Wahl zwischen Ansiedlung in bereits mit eigenem Pfarrer etablierten Dörfern oder der Gründung von neuen Dörfern, in welchem Fall die  Kosten für den Unterhalt eines Pfarrers selbst zu tragen waren[9]
- Kostenloses Bau – und Brennholz wurde aus den Wäldern bereitgestellt
- Ackerland wurde bereitgestellt, und weiteres Ackerland wurde schrittweise und angepasst an die Befähigung dieses zu kultivieren zur Verfügung gestellt
- Sobald Ödland durch Bearbeitung in Ackerland umgewandelt war, würde es als Privatbesitz in das Grundbuch eingetragen werden
- Händler mussten Zoll und Maut bezahlen
- Die Zahlung von Grundsteuer war nach Ablauf von drei Jahren fällig
- Siedlern in Temesvár wurde ein Baugrundstück zugewiesen
- Die Anreise erfolgte auf eigenes Risiko
- Nach Ankunft im Banat musste sich jeder bei der örtlichen Administration registrieren lassen

Der Kern dieses Dokumentes war ausdrücklich die Garantie für die Siedler per Patent, dass ihre Reise von Wien bis zum Siedlungspunkt gesichert war, aber auch eine vertragliche Verpflichtung für die Siedler, die ihre Reise auf dem Boden der Krone enden lassen mussten. Damit sollte dem Abwerben von Vermittlern privater Landeigentümer unterwegs vorgebeugt werden. Außer der freien Anreise wurden in von Rosendorfs Dokument weitere finanzielle Unterstützungen ausdrücklich ausgeschlossen.
Obwohl keine genauen Zahlen über den Erfolg der Werbereise von Nischbach und Pleß existieren, ist anzunehmen, dass die Mehrzahl der am 29. April 1750 in Wien registrierten Familienvorstände zu ihrer Gruppe gehörten. Hinzuzufügen ist, dass am gleichen Tag auch Johann Osswald eine Gruppe Siedler in Wien registrierte. Gemessen an der Gemeinde- oder Bezirksherkunft dieser Familienvorstände waren Osswald mit 18 %, Pleß mit 25 % und Nischbach mit 11 %, zusammen mit 54 % an der Rekrutierung der Gesamtzahl von 141 Familienvorständen beteiligt. Diese Gruppe siedelte am Ende in Neubeschenowa.
Es gilt als wahrscheinlich, dass Osswald mit seiner Werbereise 1749 die Saat zu der Idee der Rekrutierung von Kolonisten in Nischbach und Pleß gelegt hatte, da alle drei Bewohner des Dorfes Neubeschenowa waren. Es wird in der Literatur angenommen, dass Nischbach und Pleß Lehrlinge Osswalds im Handel mit menschlicher Fracht waren.